# Мондрагон (Тарн)
Мондраго́н (фр. и окс. Montdragon) — коммуна во Франции, находится в регионе Юг — Пиренеи. Департамент — Тарн. Входит в состав кантона Плен-де-л’Агу. Округ коммуны — Кастр.
Код INSEE коммуны — 81174.

## География
Коммуна расположена приблизительно в 570 км к югу от Парижа, в 60 км восточнее Тулузы, в 18 км к югу от Альби.
По территории коммуны протекает река Даду.

## Климат
Климат умеренно-океанический. Зима мягкая и дождливая, лето жаркое с частыми грозами. Ветры довольно редки.

## Население
Население коммуны на 2010 год составляло 608 человек.
| 1962 | 1968 | 1975 | 1982 | 1990 | 1999 | 2010 |
| ---- | ---- | ---- | ---- | ---- | ---- | ---- |
| 383  | 366  | 371  | 386  | 411  | 422  | 608  |

## Администрация
| Период | Период | Фамилия      | Партия | Примечания |
| ------ | ------ | ------------ | ------ | ---------- |
| 2001   | 2014   | Роже Доза    |        |            |
| 2014   | 2020   | Жильбер Верн |        |            |

## Экономика
В 2007 году среди 352 человек в трудоспособном возрасте (15—64 лет) 276 были экономически активными, 76 — неактивными (показатель активности — 78,4 %, в 1999 году было 69,3 %). Из 276 активных работали 248 человек (140 мужчин и 108 женщин), безработных было 28 (11 мужчин и 17 женщин). Среди 76 неактивных 26 человек были учениками или студентами, 23 — пенсионерами, 27 были неактивными по другим причинам.

## Фотогалерея

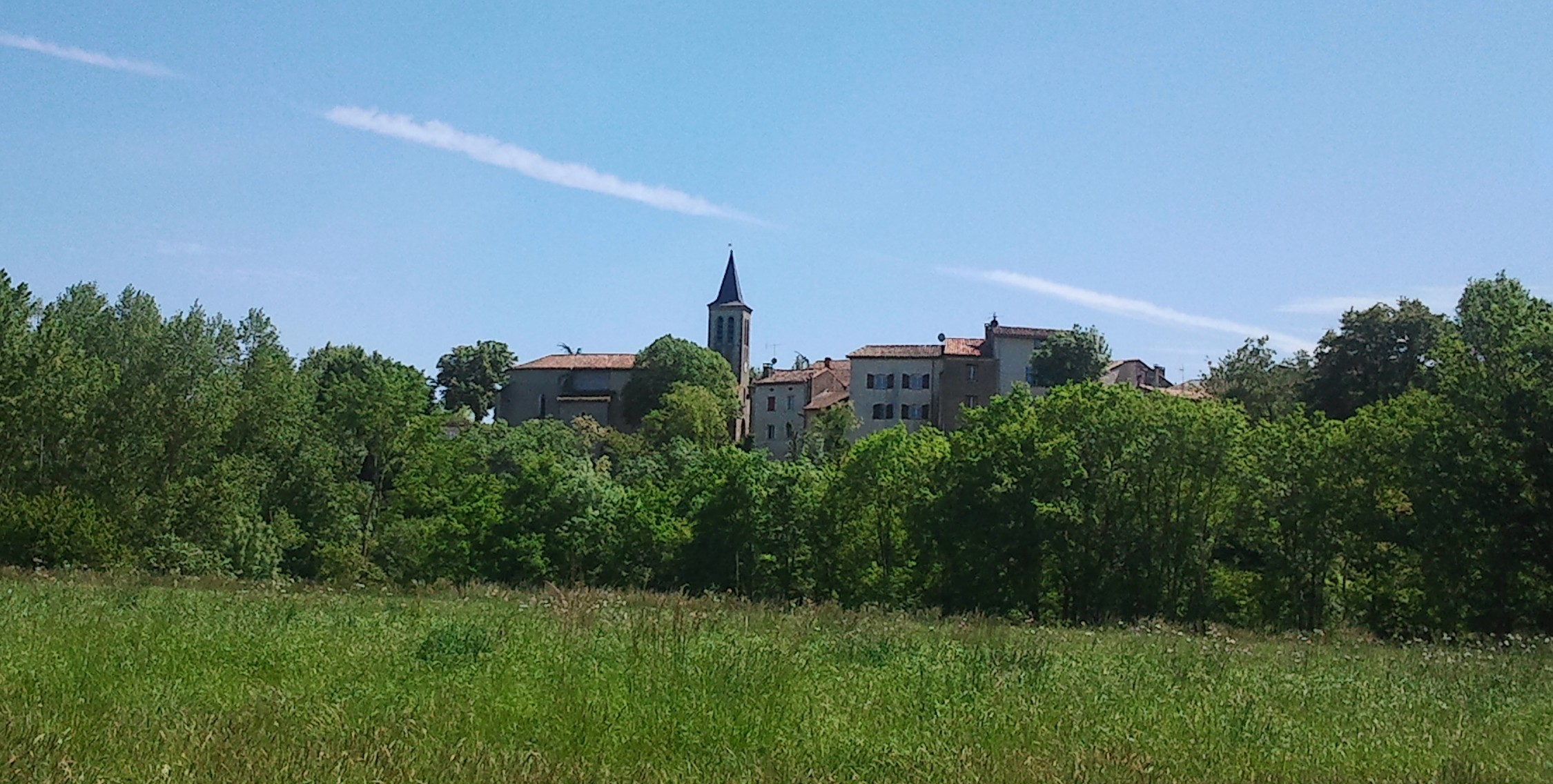
Мондрагон
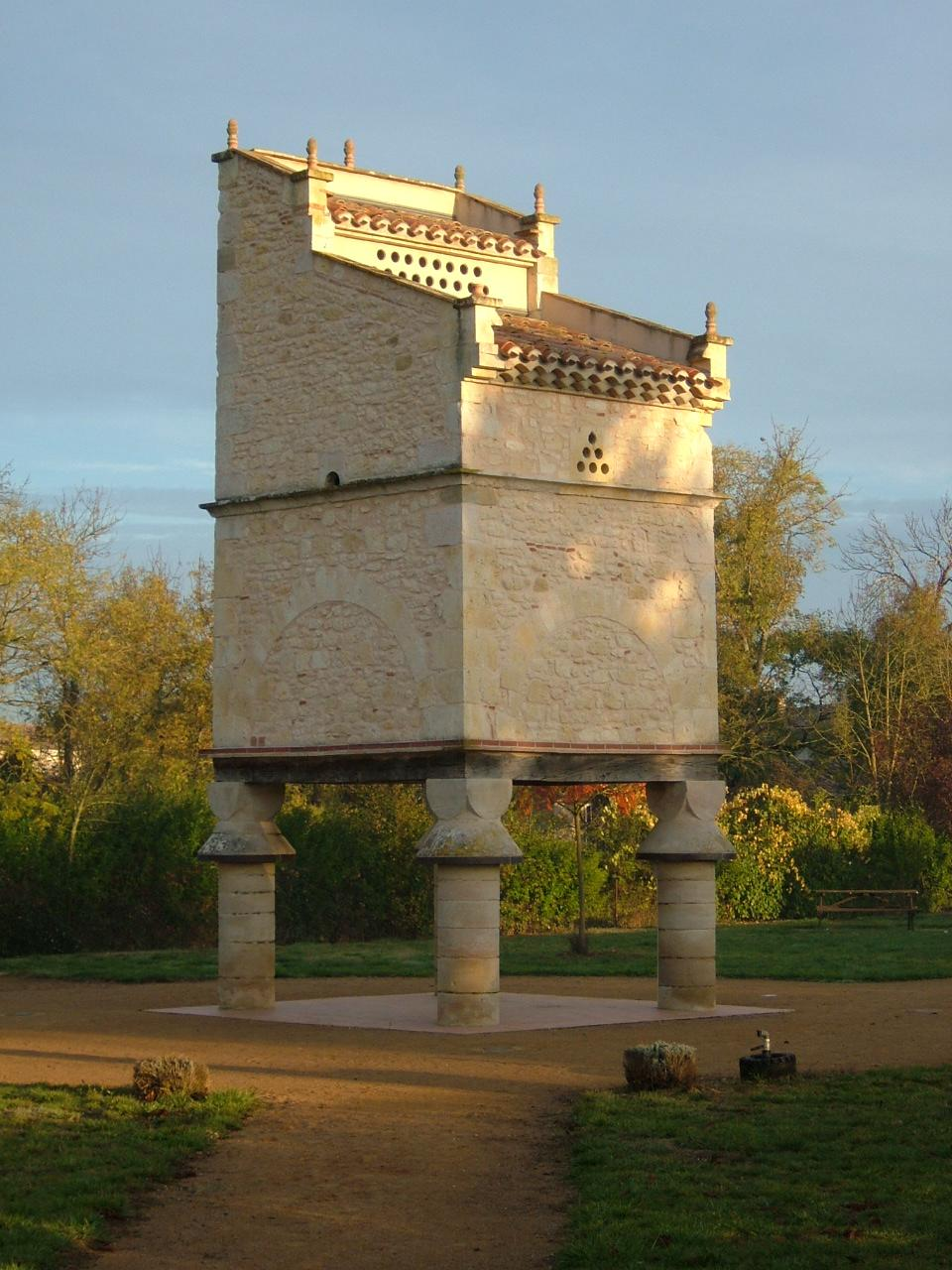
Голубятня
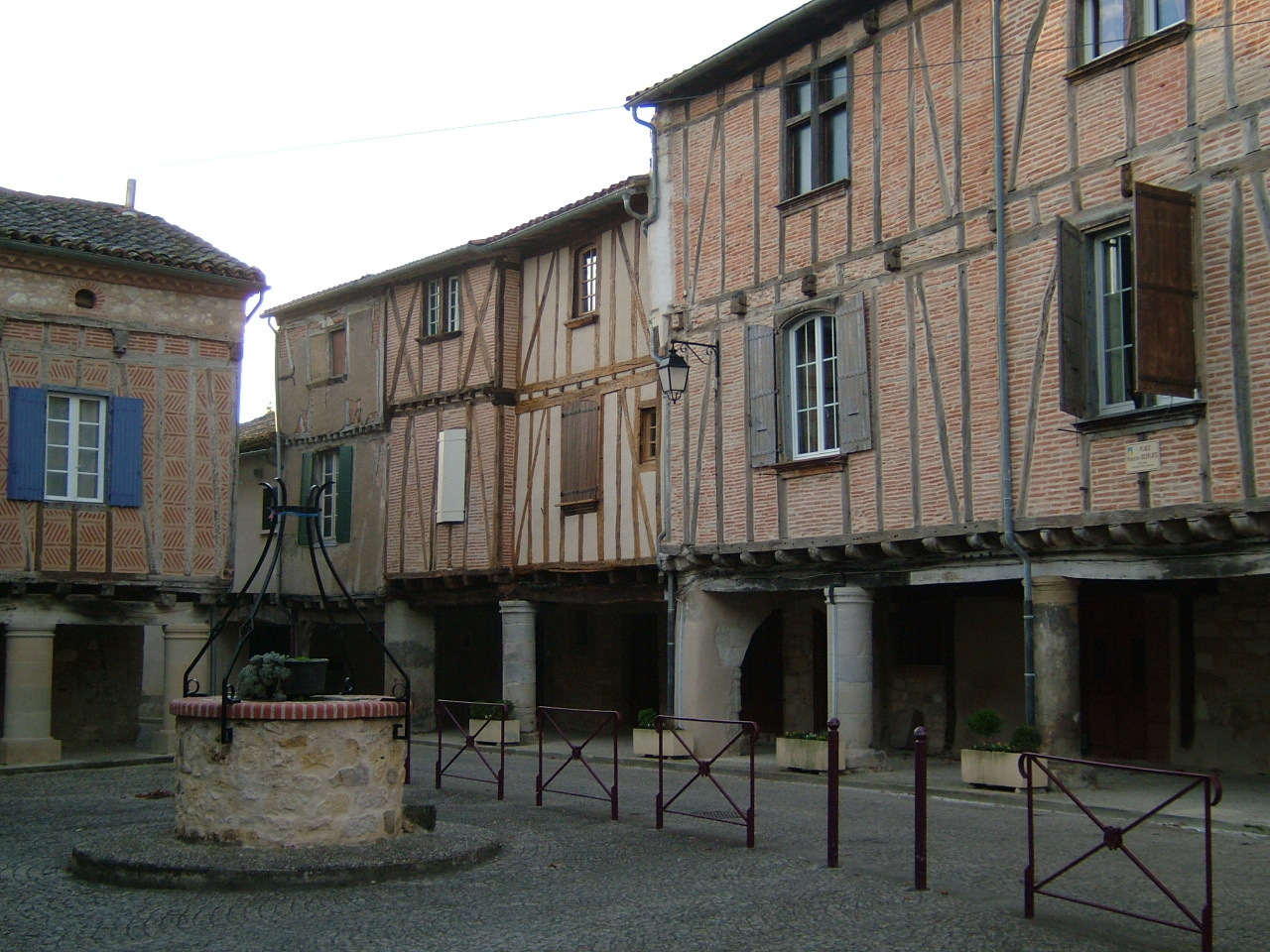
Фахверковые дома
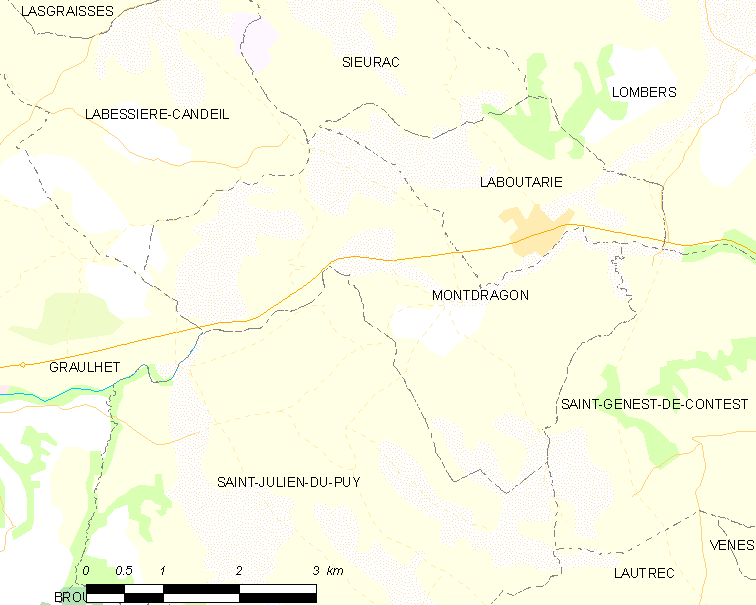
Карта коммуны